# Jean-Nicolas Pache
Jean-Nicolas Pache (Verdun, 5 maggio 1746 – Thin-le-Moutier, 18 novembre 1823) è stato un politico francese.

## Biografia

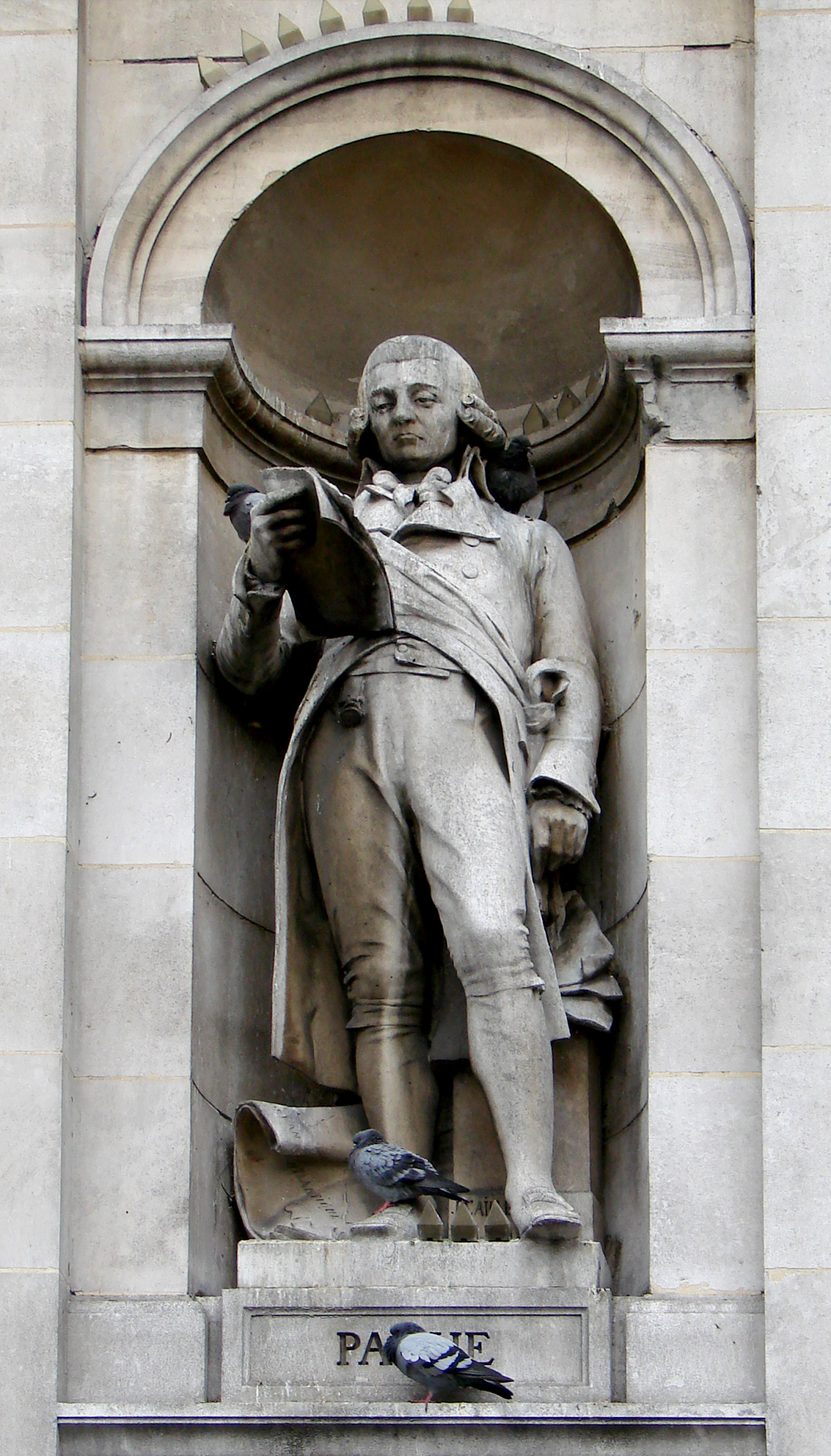
Statua di Jean-Nicolas Pache sulla facciata del municipio di Parigi

Pache nacque a Verdun ma crebbe a Parigi. Di origini svizzere, era figlio di Nicolas Pache, già valletto del vescovo di Verdun e poi concièrge della casa del maresciallo de Castries. Sua madre era Jean Lallemand. Jean-Nicolas divenne tutore dei figli del maresciallo e successivamente, quando Castries divenne ministro della marina, divenne primo segretario del ministero della marina, incaricato delle forniture dei viveri. Dopo aver trascorso diversi anni in Svizzera con la sua famiglia, tornò in Francia all'inizio della Rivoluzione.
Impiegato al ministero dell'interno e poi della guerra, il 20 settembre 1793 venne nominato deputato supplente per la circoscrizione di Parigi. Il 3 ottobre 1792 venne prescelto quale ministro della guerra.
Pache fu un girondino, ma soffriva fortemente della ostilità degli aderenti di questo gruppo. Venne supportato, invece, da Jean-Paul Marat e quando venne sostituito al ministero della guerra da Pierre Riel de Beurnonville (4 febbraio 1793) venne scelto quale nuovo sindaco di Parigi. In questo nuovo ruolo contribuì alla caduta dei girondini stessi. Jean Nicolas Pache fu il primo a chiedere alla Convenzione Nazionale il 15 aprile 1793 l'accusa di 22 capi girondini e la loro rimozione dai loro incarichi nel governo, seguito da 12.000 firme a sostegno. Il 18 aprile di quello stesso anno portò alla Convenzione una petizione per un prezzo massimo del pane a Parigi che venne poi votato il 4 maggio successivo. Si impegnò anche a favore della Rivoluzione, prendendo l'impegno di far scrivere su diversi muri della città il motto dei rivoluzionari: Liberté, Egalité, Fraternité. Sia Pache che Pierre Gaspard Chaumette aderirono all'insurrezione del 31 maggio - 2 giugno 1793. Pache fu tra coloro che lavorarono alla nuova costituzione francese emanata nel 1793.
Le sue relazioni con Jacques Hébert e Pierre Gaspard Chaumette, e soprattutto coi nemici di Robespierre, portarono al suo arresto durante il Terrore, il 10 maggio 1794. Jean Nicolas Pache venne rimpiazzato come sindaco di Parigi da Lescot-Fleuriot, più favorevole alla Convenzione.  Si salvò grazie all'amnistia proclamata il 25 ottobre 1795. Commissario degli ospedali civili di Parigi nel 1799, si ritirò quindi a vita privata nella sua tenuta, l'ex abbazia di Thin-le-Moutier, assieme alla moglie Marie Marguerite Valette. Nel 1803 Gaspard Monge andò presso di lui con una lettera del primo console Napoleone Bonaparte contenente delle proposte per ritornare al governo a Parigi, proposte che Pache declinò. Morì il 18 novembre 1823.